# Władysław Dykcik
Władysław Dykcik (ur. 13 kwietnia 1942, zm. 13 sierpnia 2013) – polski pedagog specjalny, profesor zwyczajny nauk humanistycznych, związany z Uniwersytetem im. Adama Mickiewicza w Poznaniu. 

## Życiorys
Dorastał w Borzęciczkach. W 1961 ukończył Liceum Pedagogiczne w Krotoszynie. Dyplom magisterski z pedagogiki uzyskał w 1967 na Wydziale Filozoficzno-Historycznym UAM w Poznaniu, gdzie zaraz po studiach został zatrudniony. W 1973 ukończył Państwowy Instytut Pedagogiki Specjalnej w Warszawie (obecnie Akademia Pedagogiki Specjalnej im. Marii Grzegorzewskiej w Warszawie). Na macierzystym UAM uzyskał doktorat (1974) i habilitację (1988). Tytuł naukowy profesora nauk humanistycznych otrzymał w 2006. Pracował jako profesor i - w latach 1992-2012 - kierownik Zakładu Pedagogiki Specjalnej Wydziału Studiów Edukacyjnych UAM. Był wiceprezesem Polskiego Towarzystwa Terapeutycznego oraz członkiem Komitetu Nauk Pedagogicznych Polskiej Akademii Nauk. Promotor kilkunastu doktoratów.
Autor ponad 150 publikacji dotyczących pedagogiki specjalnej, pedagogice społecznej i socjologii wychowania. Popularyzator idei integracji dzieci niepełnosprawnych z pełnosprawnymi. Zmarł w wieku 71 lat, 13 sierpnia 2013 roku. Pochowany został w Borzęciczkach.
Był kolekcjonerem figurek sów wykonanych z różnych materiałów. Zgromadził ponad 2500 egzemplarzy z takich rejonów jak Europa, Afryka, Azja Południowo-Wschodnia, Ameryka Północna i Środkowa oraz Brazylia. Na kanwie tej pasji wydał książkę Sowy. Kolekcja z podróży po Polsce i świecie.